# ۲۰۸ (عدد)
۲۰۸(دویست و هشت) یک عدد طبیعی است که بعد از ۲۰۷ و قبل از ۲۰۹ قرار دارد.